# Sant’Ilario

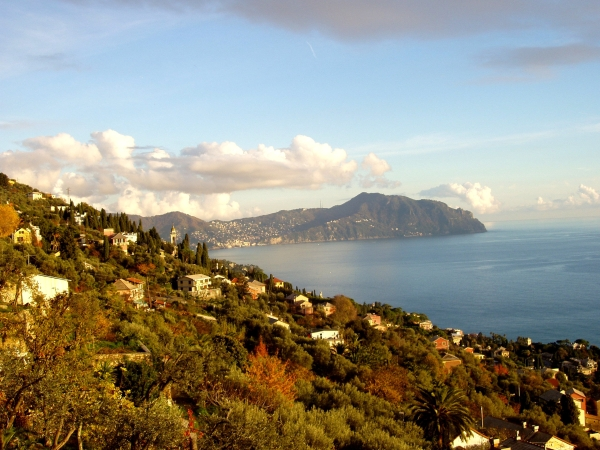
Blick über Sant’Ilario und den Golfo Paradiso

Sant’Ilario ist ein Stadtviertel der italienischen Hafenstadt Genua. Das Viertel liegt auf den Anhöhen angrenzend an den Stadtteil Nervi und gehört verwaltungstechnisch zu dem Munizip IX Levante. Sant’Ilario findet in dem Musikstück Bocca di Rosa des berühmten Liedermachers Fabrizio de André Erwähnung und bietet an den Hängen des Ligurischen Apennins gelegen ein weites Panorama über den Golfo Paradiso des Ligurischen Meers.
Das Stadtzentrum Genuas liegt in circa zehn Kilometer (Luftlinie) Entfernung. Das Zentrum des Viertels hingegen ist über eine Vielzahl kleiner Hohlwege (Creuza) zu erreichen, die inmitten einer reichhaltigen Natur hervorragende Ausblicke über den Golf von Genua erlauben.